# Кілька щасливців
«Кілька щасливців» — фільм 2010 року.